# Verbascum heterodontum
Verbascum heterodontum är en flenörtsväxtart som beskrevs av Hub.-mor.. Verbascum heterodontum ingår i släktet kungsljus, och familjen flenörtsväxter. Inga underarter finns listade i Catalogue of Life.